# (10404) McCall
(10404) McCall est un astéroïde de la ceinture principale.

## Description
(10404) McCall est un astéroïde de la ceinture principale. Il fut découvert le 22 novembre 1997 à Kitt Peak par le projet Spacewatch. Il présente une orbite caractérisée par un demi-grand axe de 3,10 UA, une excentricité de 0,09 et une inclinaison de 2,6° par rapport à l'écliptique.